# سمكة نابليون
سمكة نابليون أو شاحنة الموج (بالإنجليزية: Humphead wrasse)‏ والاسم العلمي لهذه السمكة (Cheilinus undulatus), هي سمكة من عائلة سمك الرأس, وهي من الأسماك الكبيرة التي تعيش بين الشعاب المرجانية في المحيط الهندي والمحيط الهادي, وتوجد أيضا في البحر الأحمر وخاصة عند رأس محمد بمصر.

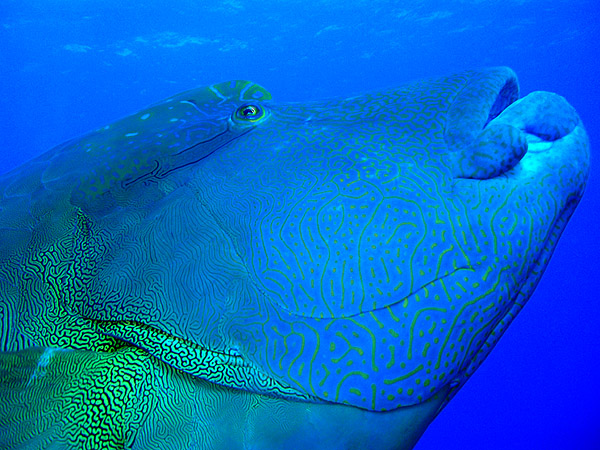
سمكة نابليون

تتميز هذه السمكة الضخمة التي يزيد طولها عن المترين بشفتين غليظتين ولها سنام مرتفع فوق رأسها يكبر حجمه مع تقدم السمكة في العمر. وللذكور ألوان خضراء وزرقاء, بينما يكون لون الإناث من أعلى برتقاليا، ويمكن لهذه السمكة أن تغير جنسها من أنثى إلى ذكر، ولم يعرف العلماء حتى الآن سبب هذا التغيير. سمكة نابليون من الأسماك المعمرة ولكن معدل تكاثرها بطيء جدا يجعلها مهددة بالانقراض فالطلب يتزايد على لحمها الثمين الذي يزيد ثمن الكيلو منه على مئة دولار .